# Jurij Kuzubov
Jurij Kuzubov (Kramators'k, 26 gennaio 1990) è uno scacchista ucraino.
Ottenne il titolo di Grande maestro nel 2004, all'età di 14 anni.  

## Principali risultati
Ha vinto cinque volte il campionato giovanile ucraino (2001, 2002, 2003, 2004 e 2006) e il  Campionato ucraino assoluto nel 2014. 
Nel 2001 è stato 1º-4º nel campionato europeo giovanile U12 e nel 2004 secondo nel campionato del mondo U14 di Candia in Grecia.
Altri risultati rilevanti:
- 2004:  1º-4º a Groninga (con John van der Wiel, Friso Nijboer e Yge Visser);
- 2007:  =1º con Bartosz Soćko nel "Memorial Rubinstein" di Polanica-Zdrój;  =1º con Vladimir Georgiev a Neuhausen;
- 2008:  1º-4º nella Politiken Cup di Stoccolma;
- 2009:  in gennaio vince con 8/9 il Gurgaon Open di Nuova Delhi;[1]
- 2010:  in marzo è 1º-4º all'open di Reykjavík (3º per spareggio Bucholz).[2]

Ha raggiunto il massimo rating FIDE in dicembre 2017, con 2699 punti Elo (3º ucraino e 44º al mondo).

## Alcune partite notevoli
- Karjakin – Kuzubov, Campionato ucraino 2004:  Siciliana var. Sveshnikov B33
- Nepomnjaščij – Kuzubov, Young Stars of the World 2005:  Siciliana var. Sveshnikov B33
- Kuzubov – Alekseev, Campionato europeo 2005:  Difesa Nimzoindiana A32
- Movsesyan – Kuzubov, Open Aeroflot 2006:  Attacco est-indiano A07